# Distribuzione t di Student
Nella teoria delle probabilità la distribuzione di Student, o t di Student, è una distribuzione di probabilità continua che governa il rapporto tra due variabili aleatorie, la prima con distribuzione normale standard e la seconda, al quadrato, segue una distribuzione chi quadrato.
Questa distribuzione interviene nella stima della media di una popolazione che segue la distribuzione normale, e viene utilizzata negli omonimi test t di Student per la significatività e per ogni intervallo di confidenza della differenza tra due medie.

## Storia
La distribuzione venne descritta nel 1908 da William Sealy Gosset, che pubblicò il suo risultato sotto lo pseudonimo "Student" perché la fabbrica di birra Guinness presso la quale era impiegato vietava ai propri dipendenti di pubblicare articoli affinché questi non divulgassero segreti di produzione. Il nome distribuzione di Student venne successivamente introdotto da Ronald Fisher.

## Definizione
La distribuzione di Student con parametro {\displaystyle n} (gradi di libertà) governa la variabile aleatoria
{\displaystyle T_{n}={\frac {Z}{\sqrt {K/n}}},}
dove {\displaystyle Z} e {\displaystyle K} sono due variabili aleatorie indipendenti che seguono rispettivamente la distribuzione normale standard {\displaystyle {\mathcal {N}}(0,1)} e la distribuzione chi quadro {\displaystyle \chi ^{2}(n)} con {\displaystyle n} gradi di libertà.

## Stimatori
La media {\displaystyle \mu } e la varianza {\displaystyle \sigma ^{2}} di una popolazione {\displaystyle X} possono essere stimate tramite un suo campione di {\displaystyle N} elementi, {\displaystyle X_{1},\ldots ,X_{N}} con gli stimatori
{\displaystyle {\bar {X}}={\frac {1}{N}}\sum _{i=1}^{N}X_{i},}
{\displaystyle S^{2}={\frac {1}{N-1}}\sum _{i=1}^{N}(X_{i}-{\bar {X}})^{2}.}
Supponiamo che le variabili aleatorie {\displaystyle X_{1},\ldots ,X_{N}} che compongono il campione siano indipendenti e distribuite normalmente, allora {\displaystyle {\bar {X}}} è una variabile normale {\displaystyle {\mathcal {N}}\left(\mu ,{\frac {\sigma ^{2}}{N}}\right)} con valore atteso {\displaystyle \mu } e varianza {\displaystyle {\frac {\sigma ^{2}}{N}}}. Pertanto la variabile {\displaystyle Z} così definita
{\displaystyle Z={\frac {{\bar {X}}-\mu }{\sqrt {\sigma ^{2}/N}}}}
seguirà una distribuzione normale standard, {\displaystyle {\mathcal {N}}(0,1)}. Il problema è che spesso non si conosce {\displaystyle \sigma ^{2}}, pertanto dovremo avere a che fare con uno stimatore della varianza come {\displaystyle S^{2}}.
Dimostreremo che la seguente variabile aleatoria
{\displaystyle k={\frac {(N-1)S^{2}}{\sigma ^{2}}}}
segue una distribuzione chi-quadro con {\displaystyle N-1} gradi di libertà, {\displaystyle \chi _{(N-1)}^{2}}.
Le due variabili aleatorie {\displaystyle Z} e {\displaystyle k} sono indipendenti, per il teorema di Cochran.
Pertanto si definisce la variabile aleatoria
{\displaystyle t_{N-1}={\frac {{\bar {X}}-\mu }{\sqrt {S^{2}/N}}}={\frac {{\bar {X}}-\mu }{\sqrt {{\frac {\sigma ^{2}}{N}}{\frac {(N-1)S^{2}}{(N-1)\sigma ^{2}}}}}}={\frac {Z}{\sqrt {k/(N-1)}}}.}
Tale variabile aleatoria segue una distribuzione di probabilità detta "t di Student".

## Ricavare la distribuzione di t
Cominciamo con il dimostrare che {\displaystyle k} è una variabile aleatoria di tipo chi-quadro. Ricordiamo che una distribuzione {\displaystyle \chi ^{2}(n)} è una particolare variabile di tipo gamma definita come segue
{\displaystyle \chi ^{2}(n)=\mathrm {\Gamma } \left({\frac {1}{2}},{\frac {n}{2}}\right)={\frac {e^{-{\frac {x}{2}}}x^{{\frac {n}{2}}-1}}{2^{\frac {n}{2}}\Gamma ({\frac {n}{2}})}},}
dove {\displaystyle \Gamma (x)} è la funzione Gamma di Eulero definita come
{\displaystyle \Gamma (x)=\int _{0}^{+\infty }{t^{x-1}e^{-t}dt},} con {\displaystyle \mathrm {Re} (x)\neq -n,} per ogni {\displaystyle n\in \mathbb {N} _{0}.}
Una variabile chi-quadro con {\displaystyle n} gradi di libertà si ottiene sommando {\displaystyle n} variabili normali standard {\displaystyle {\mathcal {N}}(0,1)} elevate al quadrato. Detto ciò partiamo dalla definizione della varianza campionaria e aggiungiamo e sottraiamo nell'argomento della sommatoria {\displaystyle \mu }, il valore aspettato della variabile aleatoria {\displaystyle X_{i}} che coincide con quello della variabile aleatoria {\displaystyle {\bar {X}}}.
{\displaystyle S^{2}={\frac {1}{N-1}}\sum _{i}(X_{i}-{\bar {X}})^{2}={\frac {1}{N-1}}\sum _{i}(X_{i}+\mu -\mu -{\bar {X}})^{2}.}
Definiamo i parametri {\displaystyle a_{i}} e {\displaystyle b} come {\displaystyle a_{i}=X_{i}-\mu ,b={\bar {X}}-\mu } e riscriviamo la formula precedente
{\displaystyle (N-1)S^{2}=\sum _{i}(a_{i}-b)^{2}=\sum _{i}a_{i}^{2}+\sum _{i}b^{2}-2\sum _{i}a_{i}b=\sum _{i}(X_{i}-\mu )^{2}+\sum _{i}({\bar {X}}-\mu )^{2}-2\sum _{i}({\bar {X}}-\mu )(X_{i}-\mu ).}
Ora possiamo esplicitare fuori dalle sommatorie tutti i termini che non dipendono da {\displaystyle i}, ossia {\displaystyle {\bar {X}}} e {\displaystyle \mu }
{\displaystyle (N-1)S^{2}=\sum _{i}(X_{i}-\mu )^{2}+N({\bar {X}}-\mu )^{2}-2({\bar {X}}-\mu )\sum _{i}(X_{i}-\mu )=\sum _{i}(X_{i}-\mu )^{2}+N({\bar {X}}-\mu )^{2}-2({\bar {X}}-\mu )\left[-N\mu +\sum _{i}X_{i}\right]}
{\displaystyle (N-1)S^{2}=\sum _{i}(X_{i}-\mu )^{2}+N({\bar {X}}-\mu )^{2}-2N({\bar {X}}-\mu )^{2}=\sum _{i}(X_{i}-\mu )^{2}-N({\bar {X}}-\mu )^{2},}
sapendo che la somma su tutti gli {\displaystyle X_{i}} è uguale a {\displaystyle N{\bar {X}}}. Dividendo ora a destra e a sinistra per {\displaystyle \sigma ^{2}} otteniamo a destra delle variabili normali
{\displaystyle {\frac {(N-1)S^{2}}{\sigma ^{2}}}=\sum _{i=1}^{N}\left({\frac {X_{i}-\mu }{\sigma }}\right)^{2}-N\left({\frac {{\bar {X}}-\mu }{\sigma }}\right)^{2}=\sum _{i=1}^{N}\left({\frac {X_{i}-\mu }{\sigma }}\right)^{2}-\left({\frac {{\bar {X}}-\mu }{\sigma /{\sqrt {N}}}}\right)^{2}.}
Abbiamo quindi ottenuto a sinistra una variabile che precedentemente avevamo indicato con {\displaystyle k}, mentre a destra abbiamo somme di variabili normali standard al quadrato, coincidenti con una variabile chi quadro con {\displaystyle N} gradi di libertà e un'altra variabile normale anch'essa standard elevata al quadrato, ossia una variabile chi-quadro ad un solo grado di libertà. Sapendo che somme di variabili di tipo chi-quadro con {\displaystyle n} e {\displaystyle m} gradi di libertà corrispondono ancora ad una variabile chi-quadro con {\displaystyle n+m} gradi di libertà otteniamo che la funzione di densità di probabilità di {\displaystyle k} è di tipo chi-quadro con {\displaystyle N-1} gradi di libertà.
Pertanto ora iniziamo a dire che
{\displaystyle t_{n}|k=Z{\sqrt {\frac {n}{k}}},}
dove {\displaystyle n=N-1} è il numero di gradi di libertà, e che
{\displaystyle f(t_{n}|k)={\mathcal {N}}\left(0,{\frac {n}{k}}\right)={\sqrt {\frac {k}{2\pi n}}}e^{-{\frac {kt^{2}}{2n}}}.}
Conosciuta la variabile aleatoria {\displaystyle k}, essa si riduce difatti ad un parametro moltiplicativo per la normale. Dalla definizione di probabilità condizionata si ha
{\displaystyle f(t_{n},k)=f(t_{n}|k)f(k),}
dove
{\displaystyle f(k)={\frac {e^{-{\frac {k}{2}}}k^{{\frac {n}{2}}-1}}{2^{\frac {n}{2}}\Gamma \left({\frac {n}{2}}\right)}},}
è una distribuzione chi-quadro con {\displaystyle n=N-1} gradi di libertà. Quindi
{\displaystyle f(t_{n},k)={\sqrt {\frac {k}{2\pi n}}}e^{-{\frac {kt^{2}}{2n}}}{\frac {e^{-{\frac {k}{2}}}k^{{\frac {n}{2}}-1}}{2^{\frac {n}{2}}\Gamma \left({\frac {n}{2}}\right)}}={\frac {k^{\frac {n-1}{2}}e^{-{\frac {k}{2}}\left(1+{\frac {t^{2}}{n}}\right)}}{2^{\frac {n+1}{2}}{\sqrt {\pi n}}\Gamma \left({\frac {n}{2}}\right)}}.}
Notiamo che la funzione di distribuzione cercata non è altro che una funzione marginale di {\displaystyle f(t_{n},k)}, pertanto si ha
{\displaystyle f(t_{n})=\int _{0}^{\infty }\!\!\!f(t_{n},k)dk,}
{\displaystyle f(t_{n})={\frac {1}{2^{\frac {n+1}{2}}{\sqrt {\pi n}}\Gamma \left({\frac {n}{2}}\right)}}\int _{0}^{+\infty }k^{\frac {n-1}{2}}e^{-{\frac {k}{2}}\left(1+{\frac {t^{2}}{n}}\right)}dk.}
Ponendo una sostituzione con l'argomento dell'esponenziale, mantenendolo però negativo
{\displaystyle y={\frac {k}{2}}\left(1+{\frac {t^{2}}{n}}\right),dk=2\left(1+{\frac {t^{2}}{n}}\right)^{-1}dy,}
otteniamo
{\displaystyle f(t_{n})={\frac {\left(1+{\frac {t^{2}}{n}}\right)^{-1}}{2^{\frac {n-1}{2}}{\sqrt {\pi n}}\Gamma ({\frac {n}{2}})}}\int _{0}^{+\infty }\left({\frac {2y}{1+{\frac {t^{2}}{n}}}}\right)^{\frac {n-1}{2}}e^{-y}dy={\frac {\left(1+{\frac {t^{2}}{n}}\right)^{-{\frac {n+1}{2}}}}{{\sqrt {\pi n}}\Gamma \left({\frac {n}{2}}\right)}}\int _{0}^{+\infty }y^{\frac {n-1}{2}}e^{-y}dy,}
l'integrale definito ha come risultato la funzione Gamma di Eulero stessa
{\displaystyle \int _{0}^{+\infty }y^{\frac {n-1}{2}}e^{-y}dy=\Gamma \left({\frac {n-1}{2}}+1\right)=\Gamma \left({\frac {n+1}{2}}\right).}
Pertanto otteniamo al fine il nostro risultato
{\displaystyle f(t_{n})={\frac {\Gamma \left({\frac {n+1}{2}}\right)}{{\sqrt {\pi n}}\Gamma \left({\frac {n}{2}}\right)}}\cdot \left(1+{\frac {t^{2}}{n}}\right)^{-{\frac {n+1}{2}}}}
Notiamo che il limite di questa successione di funzioni per {\displaystyle n\rightarrow \infty } è
{\displaystyle \lim _{n\to \infty }f(t_{n})={\frac {1}{\sqrt {\pi }}}\lim _{n\to \infty }{\frac {\Gamma \left({\frac {n+1}{2}}\right)}{{\sqrt {n}}\Gamma \left({\frac {n}{2}}\right)}}\lim _{n\to \infty }\left(1+{\frac {t^{2}}{n}}\right)^{-{\frac {n+1}{2}}}={\frac {1}{\sqrt {2\pi }}}e^{-{\frac {t^{2}}{2}}}.}
Sapendo che il primo limite ha come risultato {\displaystyle {\frac {1}{\sqrt {2}}}} e il secondo tende a {\displaystyle e^{-{\frac {t^{2}}{2}}}}.
In pratica, prendendo una popolazione di numerosità {\displaystyle N} molto grande, la variabile aleatoria t tende ad essere una normale standard.

## Caratteristiche
La distribuzione di Student con {\displaystyle n} gradi di libertà è simmetrica, perché lo è la distribuzione normale standard mentre la distribuzione chi quadrato che funge da "parametro casuale di scala" non produce effetti di distorsione di tale simmetria.
La sua funzione di densità di probabilità è
{\displaystyle f(t)={\frac {\Gamma \left({\frac {n+1}{2}}\right)}{{\sqrt {n\pi }}\Gamma \left({\frac {n}{2}}\right)}}\left(1+{\frac {t^{2}}{n}}\right)^{-(n+1)/2}={\frac {1}{{\sqrt {n}}\,\mathrm {B} \left({\frac {1}{2}},{\frac {n}{2}}\right)}}\left(1+{\frac {t^{2}}{n}}\right)^{-(n+1)/2},}
dove {\displaystyle \mathrm {B} } la funzione beta.
La sua funzione di ripartizione è
{\displaystyle F(t)=I_{x}\left({\frac {n}{2}},{\frac {n}{2}}\right),}
dove {\displaystyle I_{x}(a,b)={\frac {\mathrm {B} (x,a,b)}{\mathrm {B} (a,b)}}} è la funzione beta incompleta regolarizzata con
{\displaystyle x={\frac {t+{\sqrt {t^{2}+n}}}{2{\sqrt {t^{2}+n}}}}.}
Per {\displaystyle k<n} i momenti (semplici o centrali, in quanto coincidono per una PDF simmetrica) di ordine {\displaystyle k} della distribuzione sono
{\displaystyle \mu _{k}={\begin{cases}0,&{\text{se }}k{\text{ è dispari,}}\\\displaystyle {\frac {\Gamma ({\frac {k+1}{2}})\Gamma ({\frac {n-k}{2}})n^{k/2}}{{\sqrt {\pi }}\Gamma ({\frac {n}{2}})}},&{\text{se }}k{\text{ è pari.}}\end{cases}}}
In particolare, oltre alla speranza matematica {\displaystyle E(t)=0} e all'indice di asimmetria {\displaystyle \gamma _{1}=0} (per {\displaystyle n>3}) predetti dalla simmetria della distribuzione, si trovano:
- la varianza {\displaystyle {\text{Var}}(t)={\frac {n}{n-2}},} per {\displaystyle n>2;}
- l'indice di curtosi {\displaystyle \gamma _{2}={\frac {6}{n-4}},} per {\displaystyle n>4.}

Consideriamo infine un ultimo parametro: la larghezza a metà altezza. Per una variabile {\displaystyle t} di Student abbiamo che il picco della funzione è nel suo valore atteso, ossia in {\displaystyle 0}, dove la distribuzione ha valore massimo 
{\displaystyle {\frac {\Gamma ({\frac {n+1}{2}})}{{\sqrt {\pi n}}\Gamma ({\frac {n}{2}})}}.}
Per cui troviamo i valori di {\displaystyle t} per i quali {\displaystyle f(t_{n})} assume altezza uguale a metà della massima assoluta.
{\displaystyle {\frac {\Gamma ({\frac {n+1}{2}})}{2{\sqrt {\pi n}}\Gamma ({\frac {n}{2}})}}={\frac {\Gamma ({\frac {n+1}{2}})\left(1+{\frac {t^{2}}{n}}\right)^{-{\frac {n+1}{2}}}}{{\sqrt {\pi n}}\Gamma ({\frac {n}{2}})}}.}
Per cui
{\displaystyle {\frac {1}{2}}=\left(1+{\frac {t^{2}}{n}}\right)^{-{\frac {n+1}{2}}}\iff 2=\left(1+{\frac {t^{2}}{n}}\right)^{\frac {n+1}{2}}}
dove {\displaystyle t} ha due soluzioni, come ci aspettavamo dalla simmetria della funzione, coincidenti a 
{\displaystyle t_{\pm }=\pm {\sqrt {n\left(2^{\frac {2}{n+1}}-1\right)}}.}
Per cui la larghezza a mezza altezza della funzione è data da 
{\displaystyle t_{+}-t_{-}=2{\sqrt {n\left(2^{\frac {2}{n+1}}-1\right)}}.}
Eseguendo il limite per {\displaystyle n\rightarrow \infty } troviamo un'espressione convergente a
{\displaystyle \lim _{n\to \infty }t_{+}-t_{-}=2{\sqrt {\ln 4}}={\sqrt {8\ln 2}},}
che è l'equivalente della larghezza a metà altezza (FWHM) della normale standard. Viceversa per {\displaystyle n=1} otteniamo un FWHM = 2. Difatti per {\displaystyle n=1} la distribuzione t di Student coincide con una distribuzione di Lorentz-Cauchy di parametri {\displaystyle (0,1)} dove la FWHM è per l'appunto uguale a {\displaystyle 2}.

## Statistica

### Intervallo di confidenza
La distribuzione di Student viene utilizzata per definire degli intervalli di confidenza per la media di una popolazione, sulla base degli stimatori puntuali {\displaystyle {\bar {X}}} e {\displaystyle S_{n}^{2}} della sua media e della sua varianza. Dall'equazione
{\displaystyle T={\frac {{\bar {X}}-\mu }{\sqrt {S_{n}^{2}/n}}},}
si ha infatti
{\displaystyle P(a\leqslant T\leqslant b)=P\left({\bar {X}}-b{\sqrt {S_{n}^{2}/n}}\leqslant \mu \leqslant {\bar {X}}-a{\sqrt {S_{n}^{2}/n}}\right).}
Scegliendo quindi dei quantili {\displaystyle q_{\alpha }<q_{\beta }} per la distribuzione di Student con {\displaystyle n} gradi di libertà, si ha
{\displaystyle \beta -\alpha =P(q_{\alpha }\leqslant T\leqslant q_{\beta })=P\left({\bar {X}}-q_{\beta }{\sqrt {S_{n}^{2}/n}}\leqslant \mu \leqslant {\bar {X}}-q_{\alpha }{\sqrt {S_{n}^{2}/n}}\right),}
cioè un intervallo di confidenza per la media {\displaystyle \mu } con livello di confidenza {\displaystyle \beta -\alpha } è:
{\displaystyle \left[{\bar {X}}-q_{\beta }{\sqrt {S_{n}^{2}/n}}\ ,\ {\bar {X}}-q_{\alpha }{\sqrt {S_{n}^{2}/n}}\ \right]}.
Qualora si considerino intervalli simmetrici si può utilizzare l'indice {\displaystyle z_{\alpha }} definito da
{\displaystyle \alpha =P(|T|\leqslant z_{\alpha })=P(-z_{\alpha }\leqslant T\leqslant z_{\alpha })=2F(z_{\alpha })-1,}
ossia
{\displaystyle z_{\alpha }=q_{1-{\frac {\alpha }{2}}},}
e si ottiene l'intervallo di confidenza per {\displaystyle \mu } con livello di confidenza {\displaystyle \alpha }
{\displaystyle \left[{\bar {X}}-z_{\alpha }{\sqrt {S_{n}^{2}/n}}\ ,\ {\bar {X}}+z_{\alpha }{\sqrt {S_{n}^{2}/n}}\ \right].}

## Altre distribuzioni
La distribuzione di Student con parametro {\displaystyle n=1} corrisponde alla distribuzione di Cauchy di parametri {\displaystyle (0,1)}: entrambe regolano il rapporto {\displaystyle X/Y} tra due variabili aleatorie indipendenti aventi distribuzione normale standard.
Al tendere di {\displaystyle n} a infinito la distribuzione di Student con {\displaystyle n} gradi di libertà converge alla distribuzione normale standard {\displaystyle {\mathcal {N}}(0,1)}.
Se {\displaystyle T} è una variabile aleatoria con distribuzione t di Student di parametro {\displaystyle n}, allora {\displaystyle F=T^{2}} segue la distribuzione di Fisher-Snedecor di parametri {\displaystyle (1,n)}.

## Tabella dei quantili
La seguente tabella esprime, in funzione del parametro {\displaystyle n} (riga) e di particolari valori di {\displaystyle \alpha } (colonna), i quantili {\displaystyle q_{\alpha }} per la distribuzione di Student di parametro {\displaystyle n}:
{\displaystyle P(T\leqslant q_{\alpha })=F(q_{\alpha })=\alpha .}
L'ultima riga, indicata con "∞", si riferisce a una distribuzione normale standard.
| n\α | 0,90  | 0,95  | 0,975  | 0,99   | 0,995  | 0,9975  | 0,999   | 0,9995  |
| --- | ----- | ----- | ------ | ------ | ------ | ------- | ------- | ------- |
| 1   | 3,078 | 6,314 | 12,706 | 31,821 | 63,657 | 127,321 | 318,309 | 636,619 |
| 2   | 1,886 | 2,920 | 4,303  | 6,965  | 9,925  | 14,089  | 22,327  | 31,599  |
| 3   | 1,638 | 2,353 | 3,182  | 4,541  | 5,841  | 7,453   | 10,215  | 12,924  |
| 4   | 1,533 | 2,132 | 2,776  | 3,747  | 4,604  | 5,598   | 7,173   | 8,610   |
| 5   | 1,476 | 2,015 | 2,571  | 3,365  | 4,032  | 4,773   | 5,893   | 6,869   |
| 6   | 1,440 | 1,943 | 2,447  | 3,143  | 3,707  | 4,317   | 5,208   | 5,959   |
| 7   | 1,415 | 1,895 | 2,365  | 2,998  | 3,499  | 4,029   | 4,785   | 5,408   |
| 8   | 1,397 | 1,860 | 2,306  | 2,896  | 3,355  | 3,833   | 4,501   | 5,041   |
| 9   | 1,383 | 1,833 | 2,262  | 2,821  | 3,250  | 3,690   | 4,297   | 4,781   |
| 10  | 1,372 | 1,812 | 2,228  | 2,764  | 3,169  | 3,581   | 4,144   | 4,587   |
| 11  | 1,363 | 1,796 | 2,201  | 2,718  | 3,106  | 3,497   | 4,025   | 4,437   |
| 12  | 1,356 | 1,782 | 2,179  | 2,681  | 3,055  | 3,428   | 3,930   | 4,318   |
| 13  | 1,350 | 1,771 | 2,160  | 2,650  | 3,012  | 3,372   | 3,852   | 4,221   |
| 14  | 1,345 | 1,761 | 2,145  | 2,624  | 2,977  | 3,326   | 3,787   | 4,140   |
| 15  | 1,341 | 1,753 | 2,131  | 2,602  | 2,947  | 3,286   | 3,733   | 4,073   |
| 16  | 1,337 | 1,746 | 2,120  | 2,583  | 2,921  | 3,252   | 3,686   | 4,015   |
| 17  | 1,333 | 1,740 | 2,110  | 2,567  | 2,898  | 3,222   | 3,646   | 3,965   |
| 18  | 1,330 | 1,734 | 2,101  | 2,552  | 2,878  | 3,197   | 3,610   | 3,922   |
| 19  | 1,328 | 1,729 | 2,093  | 2,539  | 2,861  | 3,174   | 3,579   | 3,883   |
| 20  | 1,325 | 1,725 | 2,086  | 2,528  | 2,845  | 3,153   | 3,552   | 3,850   |
| 21  | 1,323 | 1,721 | 2,080  | 2,518  | 2,831  | 3,135   | 3,527   | 3,819   |
| 22  | 1,321 | 1,717 | 2,074  | 2,508  | 2,819  | 3,119   | 3,505   | 3,792   |
| 23  | 1,319 | 1,714 | 2,069  | 2,500  | 2,807  | 3,104   | 3,485   | 3,768   |
| 24  | 1,318 | 1,711 | 2,064  | 2,492  | 2,797  | 3,091   | 3,467   | 3,745   |
| 25  | 1,316 | 1,708 | 2,060  | 2,485  | 2,787  | 3,078   | 3,450   | 3,725   |
| 26  | 1,315 | 1,706 | 2,056  | 2,479  | 2,779  | 3,067   | 3,435   | 3,707   |
| 27  | 1,314 | 1,703 | 2,052  | 2,473  | 2,771  | 3,057   | 3,421   | 3,690   |
| 28  | 1,313 | 1,701 | 2,048  | 2,467  | 2,763  | 3,047   | 3,408   | 3,674   |
| 29  | 1,311 | 1,699 | 2,045  | 2,462  | 2,756  | 3,038   | 3,396   | 3,659   |
| 30  | 1,310 | 1,697 | 2,042  | 2,457  | 2,750  | 3,030   | 3,385   | 3,646   |
| 40  | 1,303 | 1,684 | 2,021  | 2,423  | 2,704  | 2,971   | 3,307   | 3,551   |
| 50  | 1,299 | 1,676 | 2,009  | 2,403  | 2,678  | 2,937   | 3,261   | 3,496   |
| 60  | 1,296 | 1,671 | 2,000  | 2,390  | 2,660  | 2,915   | 3,232   | 3,460   |
| 100 | 1,290 | 1,660 | 1,984  | 2,364  | 2,626  | 2,871   | 3,174   | 3,390   |
| ∞   | 1,282 | 1,645 | 1,960  | 2,326  | 2,576  | 2,807   | 3,090   | 3,291   |